# Відведення порохових газів

Газовідвідний механізм з безпосередньою дією порохових газів на затворну раму

Газовий поршень виконаний окремо, має короткий хід і власну зворотну пружину

Відведення порохових газів — принцип роботи автоматики зброї (рушійного механізму затвора), заснований на відводі порохових газів з каналу ствола.
Після наколювання капсуля запалюється порохової заряд, тиск продуктів горіння якого (p = R × T/V за законом Бойля-Маріотта) виштовхує кулю з гільзи. Далі куля рухається стволом і, в якийсь момент, проходить газовідвідний отвір. Частина порохових газів через отвір спрямовується в газову трубку, в якій встановлено газовий поршень (АК) або шток (СКС).
Існує також варіанти газовідвідних механізмів з безпосередньою дією порохових газів на затворну раму (М16). Під тиском газу поршень відводить назад затворну раму, відмикаючи канал ствола. Відбувається викид гільзи.
Через те що куля до цього моменту вже залишила ствол, надлишковий тиск газів скидається через канал ствола і/або газовідвідні отвори, розташовані в газовій трубці в кінці ходу газового поршня, і поворотна пружина починає штовхати затворну раму вперед, досилаючи черговий набій в патронник.

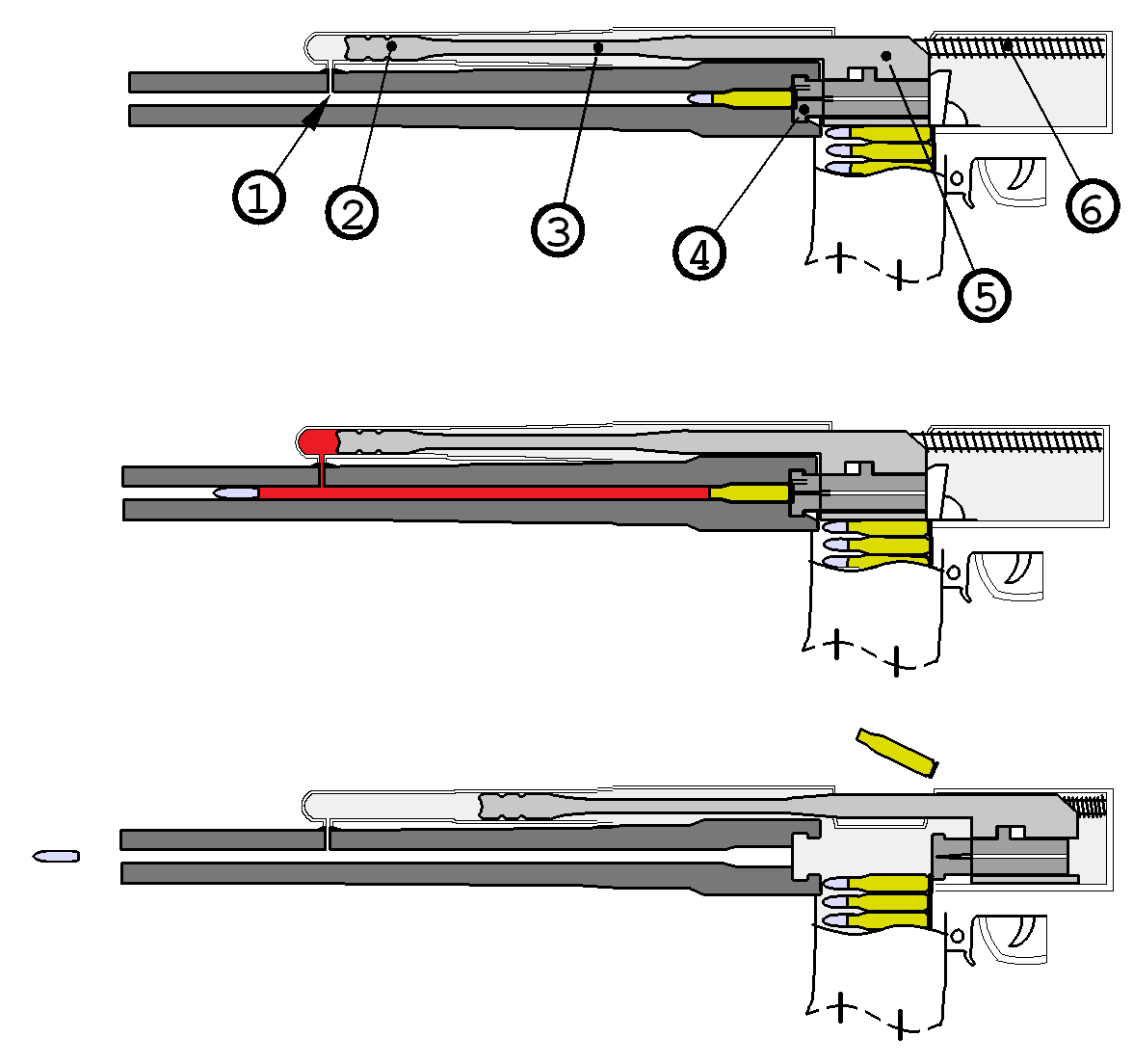
Відведення порохових газів. 1. газовідвідний отвір в каналі ствола, 2. газовий поршень, 3. стрижень, 4. затвор, 5. затворна рама, 6. поворотна пружина
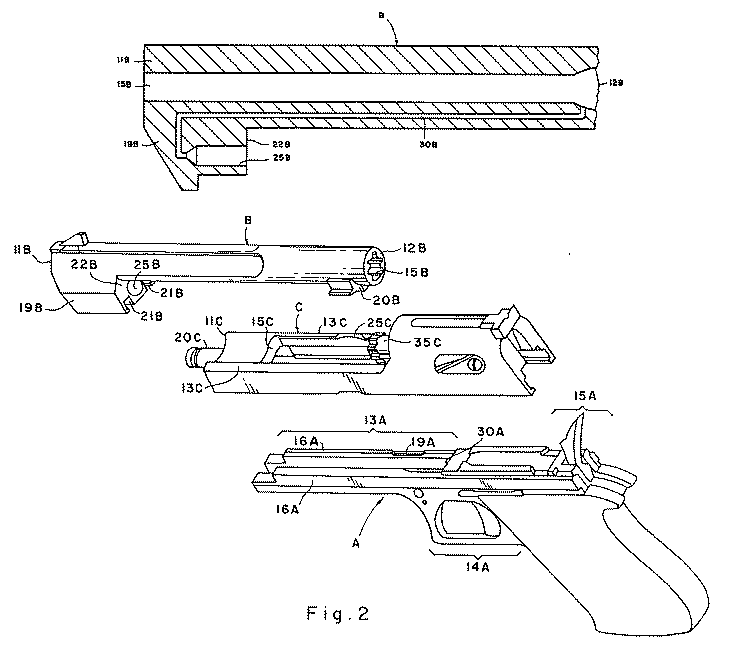
Креслення газовідвідного механізму пістолета Desert Eagle з оригінальної заявки на патент.